# Coyne Center
Coyne Center – jednostka osadnicza w Stanach Zjednoczonych, w stanie Illinois, w hrabstwie Rock Island.